# Tribunal das Águas de Valência
O Tribunal das Águas de Valência (em catalão: Tribunal de les Aigües de València) é uma instância jurídica máxima da justiça de águas valencianas tendo jurisdição nos canais de irrigação (em árabe: الساقية). Observe-se que o sistema hidráulico valenciano de Montcada não pertence à jurisdição do Tribunal das Águas de Valência posto que jurisdição própria.

## Os canais de irrigação valencianos

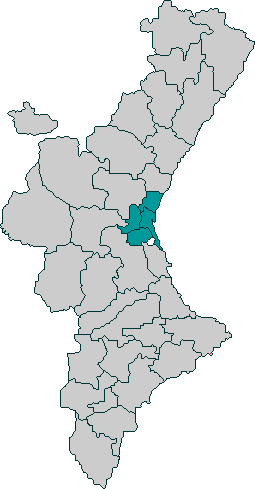
Mapa dos campos de cultivo de Valência

Antes do rio Túria desembocar ao sul da cidade de Valência, as suas águas são repartidas entre oito canais de irrigação principais que vão até os campos de cultivo. Cada um desses canais de irrigação, de fato, é um sistema hidráulico próprio (na margem esquerda: Montcada, Tormos, Mestalla e Rascanya; na margem direita: Quart, Mislata, Favara e Rovella). 
Esses sistemas hidráulicos são antigos e suas origens encontram-se na contribuição islâmica. Não se encontraram vestígios históricos que permitam conhecer exatamente nem as datas nem as condições nas quais foram construídos; entretanto, estima-se que foram construídos provavelmente durante o Califado de Córdova (929-1031) ou durante o período dos reinos de taifas. Em 1238, Jaime I de Aragão, respeitando o direito consuetudinário, doou esses sistemas hidráulicos aos campesinos.

## Composição do Tribunal das Águas
O Tribunal das Águas de Valência tem quadro próprio sendo composto por oito membros; ou seja, oito síndicos campesinos indicados pelos próprios campesinos e nomeados pela assembleia geral de campesinos dos sistemas hidráulicos de Tormos, Mestalla, Rascanya, Quart, Mislata, Favara e Rovella. O sistema hidráulico de Montcada não pertence à jurisdição do Tribunal das Águas de Valência posto que tem jurisdição própria mas o sistema hidráulico de Quart pertence duplamente (Quart e Bennàger i Faitanar). Cada um dos síndicos deve servir por um biênio. O presidente é eleito dentre os oito membros cabendo rodízio semanal. 
Cada síndico, representante de um dos sistemas hidráulicos, é responsável por estabelecer a quantidade de água que cada campo pode dispor e/ou a duração que cada campo pode deixar o seu canal de irrigação secundário aberto. Por exemplo, quando uma colheita corre um perigo iminente, o síndico pode não só dar preferência de irrigação ao campo ameaçado como pode, também, ceder-lhe a água gratuitamente; já quando a época é de seca, o síndico deve distribuir a água disponível equitativamente entre todos os campos. Em contrapartida, cada campesino deve acatar as ordens de seu síndico, sob pena de ter de pagar severas multas em caso contrário. Cada síndico é auxiliado por subordinados, que contribuem com a vigilância.

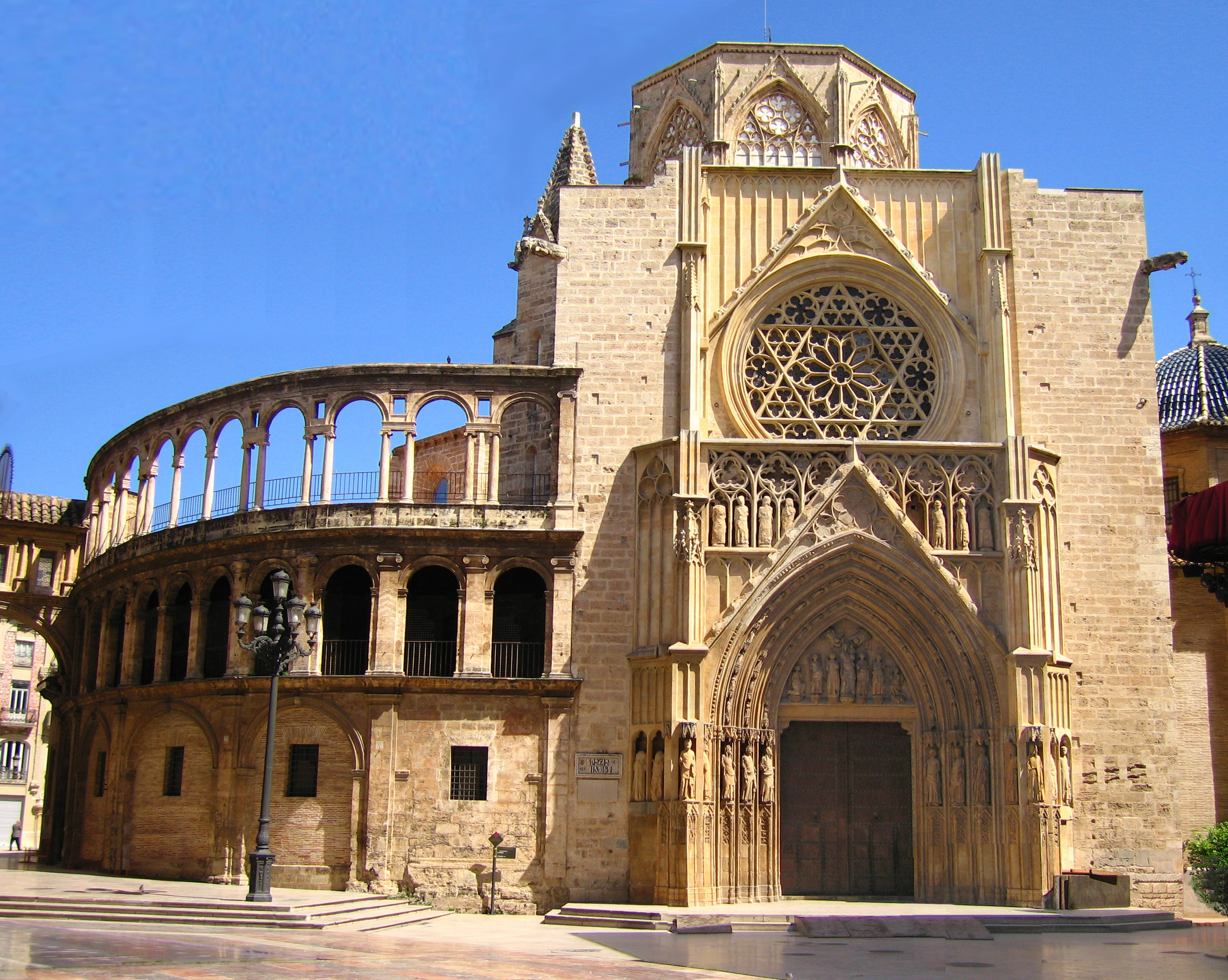
Parte direita da catedral de Valência

Todos os síndicos reúnem-se em conselho deliberativo, e/ou conselho executivo em épocas de seca, todas as quintas-feiras às doze horas da manhã na porta dos apóstolos, parte exterior direita, da catedral de Valência - lugar e hora onde são analisadas e resolvidas todas as divergências surgidas entre os campesinos. 
Cada divergência - por exemplo, uma denúncia de irrigação abusiva - é formulada através de um processo judicial gratuito, oral e sumário de forma que ela é ouvida por um síndico que necessariamente é da margem contrária ao canal de irrigação em questão. Ele propõe a sentença para a denúncia e a mesma é brevemente deliberada pelo conselho. O síndico do canal de irrigação em questão tem direito de voz mas não de voto. A sentença, verbal, tem de ser cumprida imediatamente. 

## Singularidades do juízo

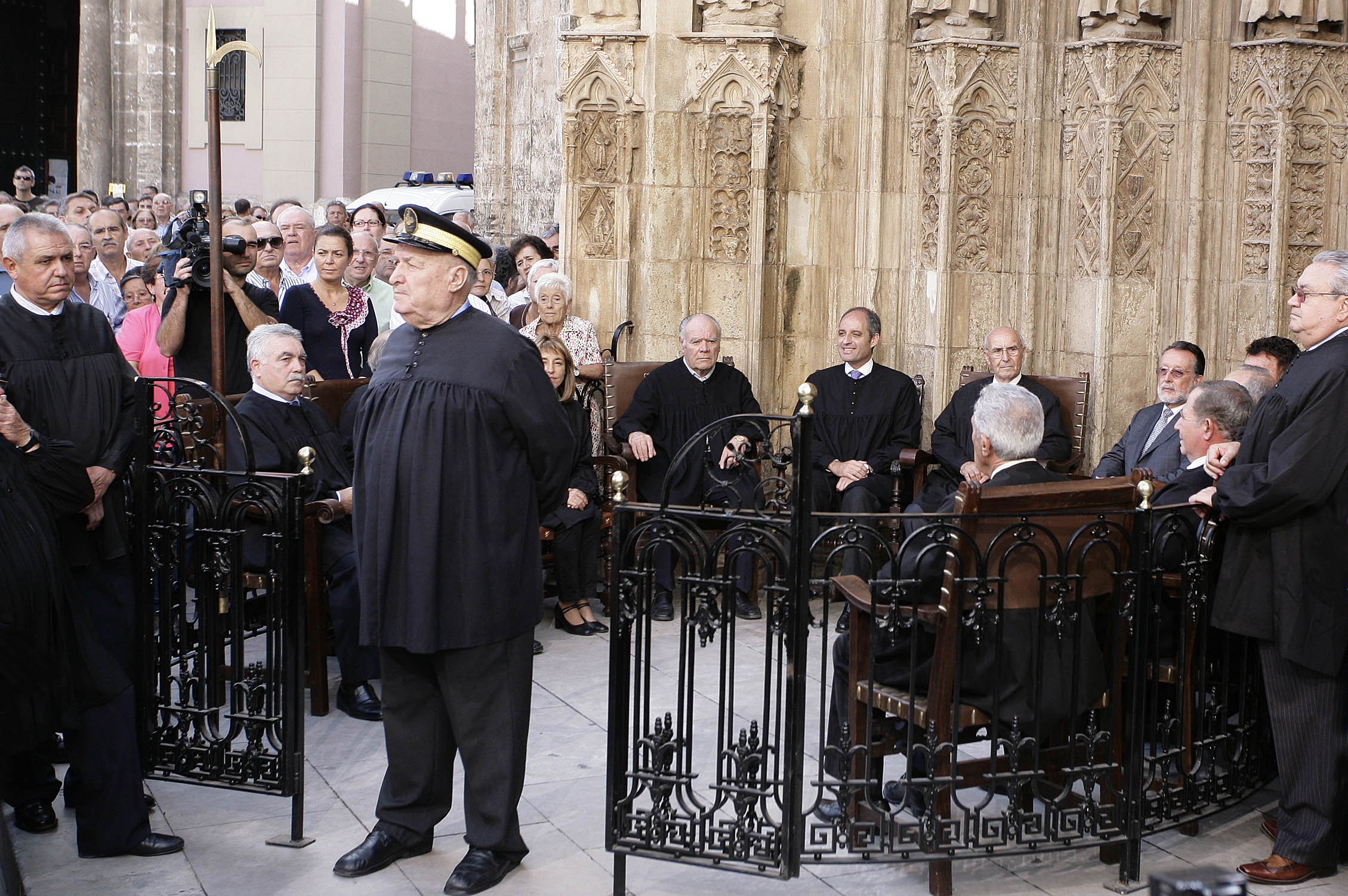
Tribunal das Águas de Valência reunido em conselho

Os membros do Tribunal de Águas de Valência vestem uma camisa preta tradicional. Seu presidente mostra com o pé quem tem o direito de palavra ou de réplica, e diz Parle vostè! para passar o direito de palavra ou Calle vostè! para retirar o direito de palavra. O catalão meridional, ou valenciano, é a língua vernácula. A resistência é algo insólito. As sentenças são reguladas com a antiga moeda valenciana: a lliura, dividida em vinte sous (que valiam por sua vez doze diners cada um). Os campesinos valencianos orgulham-se e veneram esse tribunal das águas. O orçamento é votado pela junta de governo. Como o conselho acontece em praça pública a fim de que qualquer pessoa, habitante ou não dos campos de cultivo ao norte da cidade de Valência, possa assistir os juízos.

## Tentativas de abolição e de amparo
Devido a essa jurisdição parecer popular e valenciana frente ao governo centralista espanhol, houve vigorosas e inúmeras tentativas de abolição da jurisdição deste tribunal. Contudo, a sua continuidade teórica atualmente está amparada diretamente pelo Art. 40 do Estatuto de Autonomia da Comunidade Valenciana e pela inscrição na lista representativa do Patrimônio Cultural Imaterial da Humanidade. Indiretamente, está amparada pelo Art. 125 da Constituição espanhola de 1978. Já a sua continuidade prática depende da sobrevivência dos campos de cultivo ao norte de Valência que correm grave perigo de extinção devido aos empreendimentos urbanos das empresas de construção.